# Tellurige Säure
Tellurige Säure ist eine anorganische chemische Verbindung des Tellurs.

## Gewinnung und Darstellung
Tellurige Säure kann durch Reaktion einer Kaliumtellurit-Lösung mit verdünnter Salpetersäure gewonnen werden.
Ebenfalls möglich ist die Darstellung durch Reaktion von Tellurdichlorid oder Tellurtetrachlorid mit Wasser.
{\displaystyle {\ce {2 TeCl2 + 3 H2O -> Te + H2TeO3 + 4 HCl}}}

## Eigenschaften
Tellurige Säure ist ein weißer, amorpher Feststoff von etwas wechselnder Zusammensetzung, deren Wassergehalt häufig unterhalb der Formel H2TeO3 liegt. Sie verliert in trockenem Zustand Wasser, kann aber unter Wasser mehrere Tage unverändert aufbewahrt werden. Beim Erwärmen findet oberhalb Zimmertemperatur weitgehende Wasserabspaltung und Umwandlung zu Tellurdioxid statt. Die Verbindung ist schwach amphoter und reagiert mit Basen (zu Telluriten) und starken Säuren.